# تیم فوتبال تگزاس لانگ‌هورنز ۲۰۰۵

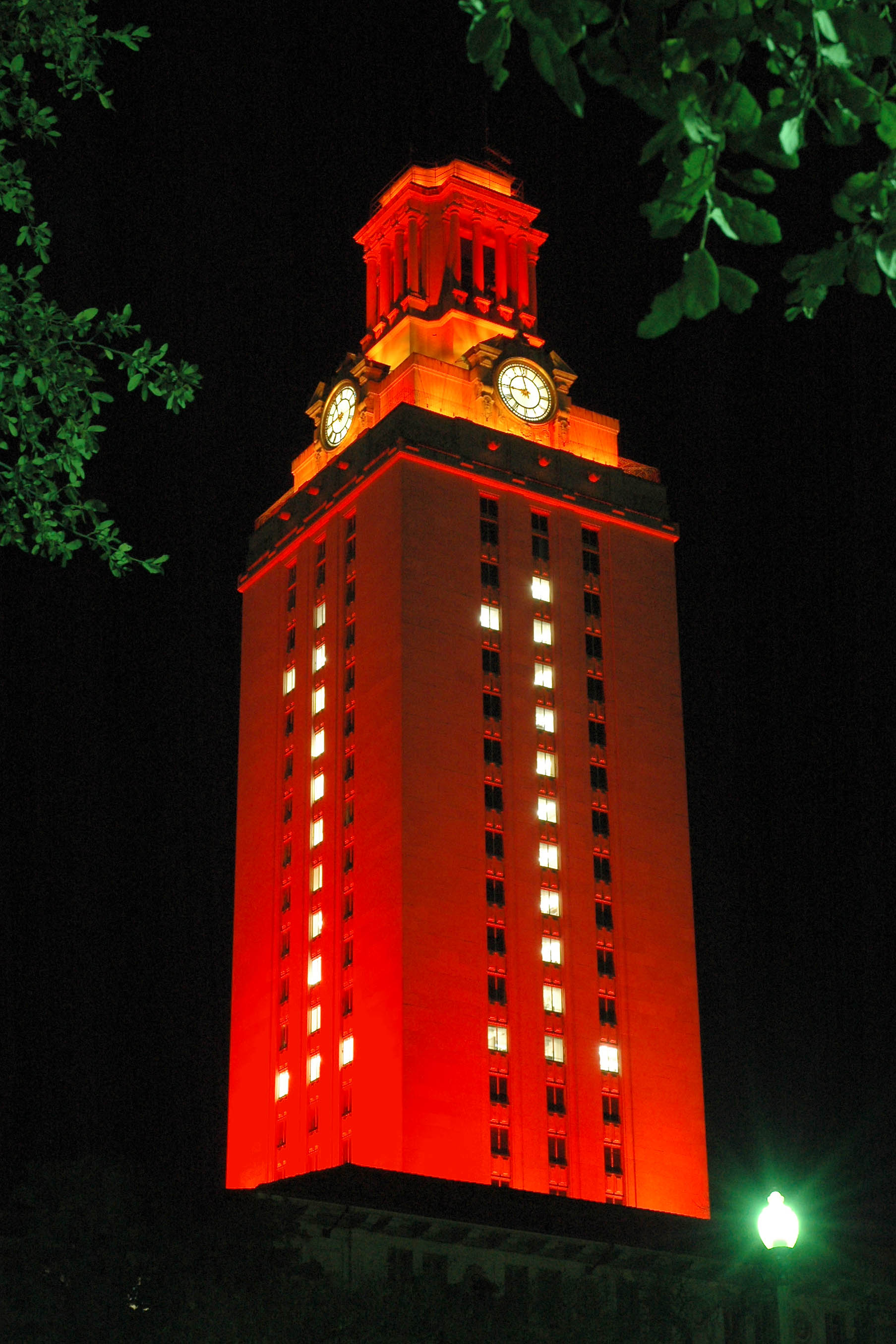
برج UT در پیکربندی ویژه به افتخار سال ۲۰۰۶ روشن شده‌است تیم ملی قهرمانی فوتبال.

تیم فوتبال تگزاس لانگرنز ۲۰۰۵ تیم تگزاس را در آستین در سال ۲۰۰۵ در بخش فوتبال I-A NCAA به نمایش گذاشت و مسابقات قهرمانی ۱۲ مسابقات بزرگ و مسابقات ملی برنده شد. این تیم را با مکه براون مربیگری کرد و توسط ونس یانگ کار می‌کرد و بازی‌های خانگی خود را در «ورزشگاه یادبود تگزاس» Darrell K. Royal انجام داد.
پیروزی تساوی تیم در این فصل، بازی بزرگ ۱۲ مسابقات، بزرگترین حاشیه پیروزی در تاریخ این مسابقه بود. آنها فصل را با برنده شدن گل رز ۲۰۰۶ در برابر تروجان‌های USC برای مسابقات ملی به پایان رساندند. نشریات متعددی این پیروزی را به عنوان یکی از بزرگترین نمایشنامه‌های تاریخ فوتبال دانشگاهی عنوان کرده و ESPN جایزه ESPY 2006 را برای بهترین بازی در هر ورزش به لانگ هورنز و تروجان‌ها داده‌است. لانگرنز به عنوان تنها تیم شکست نخورده در جام حذفی NCAA بخش I-A به پایان رسید و در آن سال با سیزده برنده و ضرر صفر به پایان رسید.
تگزاس دومین مسابقه بزرگ ۱۲ کنفرانس فوتبال خود را برای برگزاری ۲۷ مسابقات قهرمانی کنفرانس، از جمله ۲۵ در کنفرانس جنوب غربی، به دست آورد. این چهارمین قهرمانی ملی خود در فوتبال و فصل نهم کامل در تاریخ فوتبال لانگ هورن بود.
این تیم سوابق مدارس متعدد و NCAA را شامل می‌شود، از جمله ۶۵۲ امتیاز آنها که رکورد NCAA را برای امتیازات در یک فصل تعیین کرد. پس از پایان فصل، شش لانگرنز از این تیم قهرمانی به تیم‌های حرفه ای فوتبال از طریق پیش نویس NFL 2006 پیوستند. هفت بیشتر Longhorns در فرمت NFL 2007 پیروی کردند و آنها توسط دو عامل آزاد پیوست شدند. ۹ نفر دیگر از طریق پیش نویس و آژانس آزاد سال ۲۰۰۸ پیروی کردند که مجموعاً بیست و چهار بازیکن به لیگ ملی فوتبال (NFL) وارد شدند.

## قبل از مسابقات

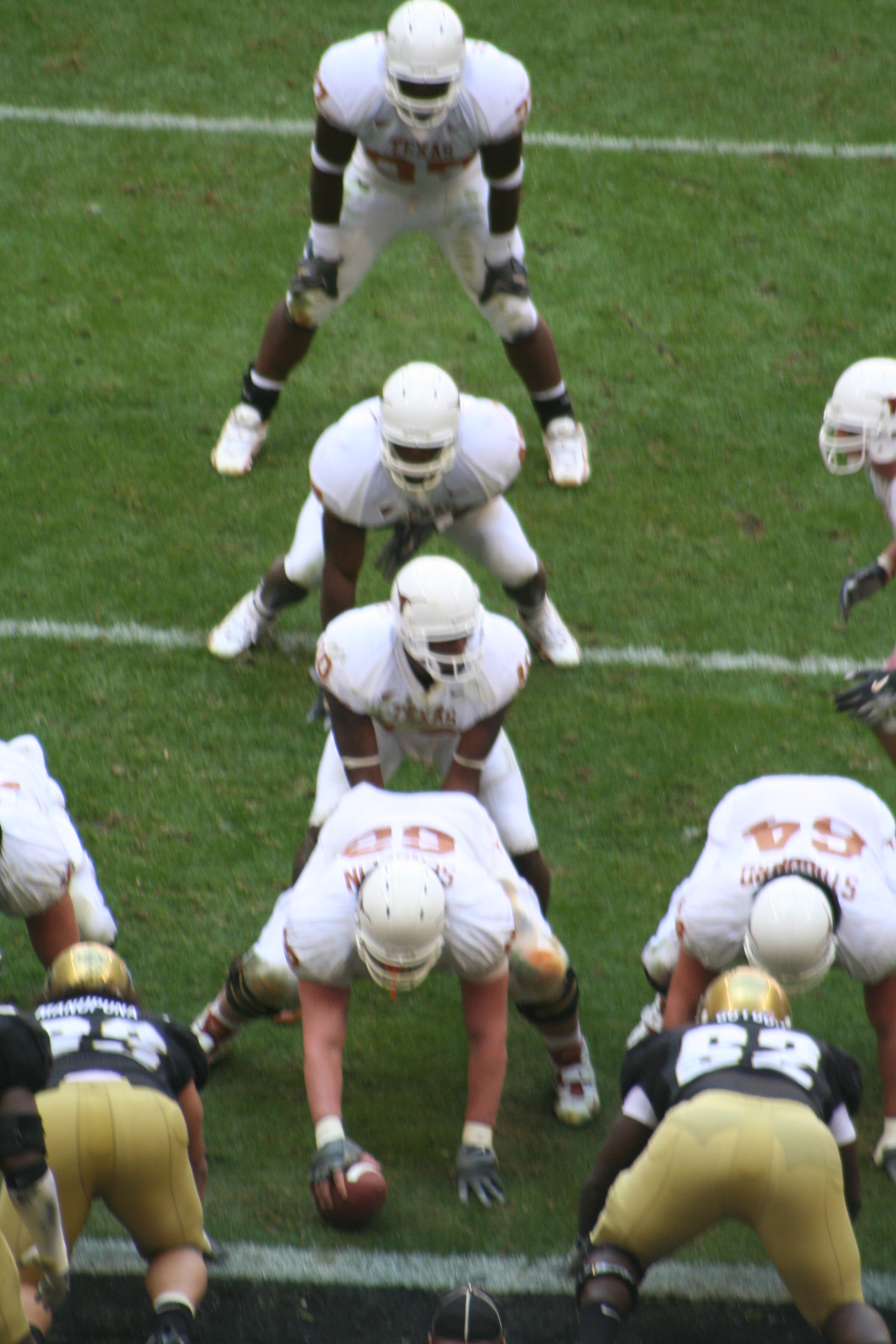
تخطی تگزاس به شکل‌گیری I شکل گرفته‌است. شکل منحصراً برای شرایط کوتاه استفاده می‌شود، مورد در اینجا با تگزاس در خارج از خط دروازه کلرادو. ۲۰۰۵ تیم UT بیشتر از شکل‌گیری تفنگ استفاده می‌کند.

رسانه‌ها و طرفداران فوتبال کالج، برنامهٔ UT را یکی از قدرتمندترین بازی‌ها به‌شمار می‌آورند، زیرا رکورد پیروزی مدرسه و همچنین مسابقات قهرمانی ملی قبلی خود را در سال‌های ۱۹۶۳، ۱۹۶۹ و ۱۹۷۰، از سال ۱۹۳۶ تا ۲۰۰۴، تیم فصل را در ده تیم برتر از نظرسنجی اسوشیتد پرس ۲۳ بار، یا یک سوم از زمان. در آغاز فصل ۲۰۰۵، لانگرنز یکی از برنامه‌های پیروزمندانه در تاریخ فوتبال کالج بود؛ آنها در مجموع پیروزی‌های سوم بودند و اگر با برنده شدن درصد، اندازه‌گیری شوند